# 5306 Fangfen
5306 Fangfen (1980 BB) là một tiểu hành tinh vành đai chính được phát hiện ngày 25 tháng 1 năm 1980 bởi Harvard University ở Harvard.